# Aisey-sur-Seine
Aisey-sur-Seine è un comune francese di 266 abitanti situato nel dipartimento della Côte-d'Or nella regione della Borgogna-Franca Contea.

## Società

### Evoluzione demografica
Abitanti censiti